# Nordstaden
Nordstaden är en stadsdel i centrala Göteborg norr om Stora Hamnkanalen och en del av Göteborgs ursprungliga stadsområde. Området delas av Östra Hamngatan, tidigare Östra hamnkanalen, i Västra Nordstaden och Östra Nordstaden. Stadsdelen har en areal på 42 hektar. Den sista äldre bebyggelsen i Östra Nordstaden revs i maj 1971 för att ge plats för köpcentrumet Nordstan.
Västra Nordstaden består huvudsakligen av äldre hus, till exempel Kronhuset, Rådhuset, Börsen, Tyska kyrkan, Ostindiska huset och före detta Sjöbefälsskolan. En del nybyggda hus finns, bland annat Göteborgsoperan och Traktören som är en av stadens förvaltningsbyggnader. I Västra Nordstaden finns också flera bostadskvarter, speciellt på Kvarnberget.
Längs Göta älv ligger Packhuskajen, som går från Stora Bommen till Lilla Bommen.
Spårvagnshållplatsen Nordstan ligger i öster, mellan köpcentrumet Nordstan och Centralstationen.

## Byggnadsminnen
Inom stadsdelen finns det åtta byggnadsminnen (BM):
- Börshuset
- Göteborgs rådhus
- Göteborgs stadshus
- Kronhuset
- Malmska huset
- Ostindiska huset
- Sahlgrenska huset
- Wenngrenska huset

## Kvartersindelning i Nordstaden

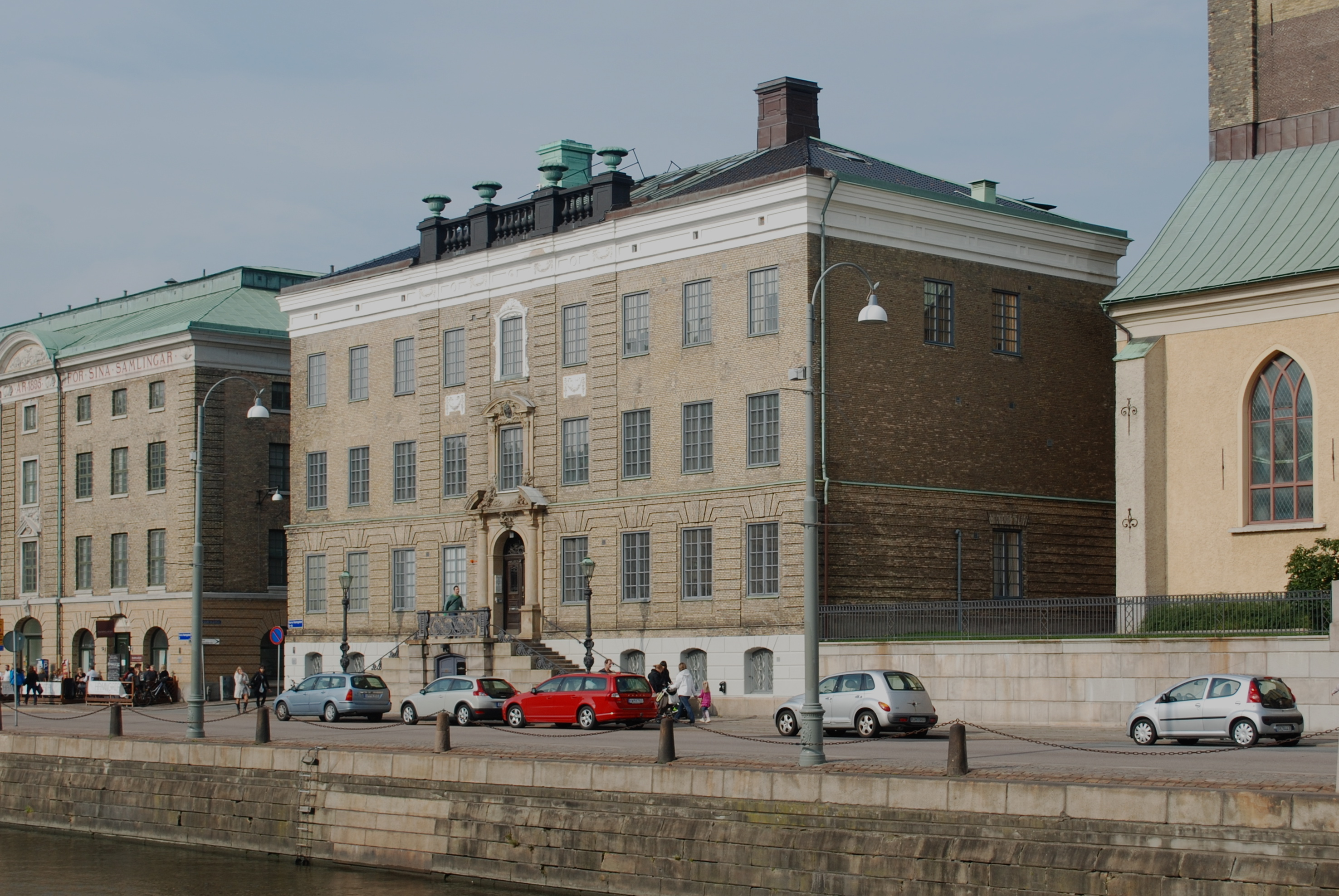
Sahlgrenska huset vid Norra Hamngatan omgivet av Ostindiska huset (vänster) och Tyska kyrkan.

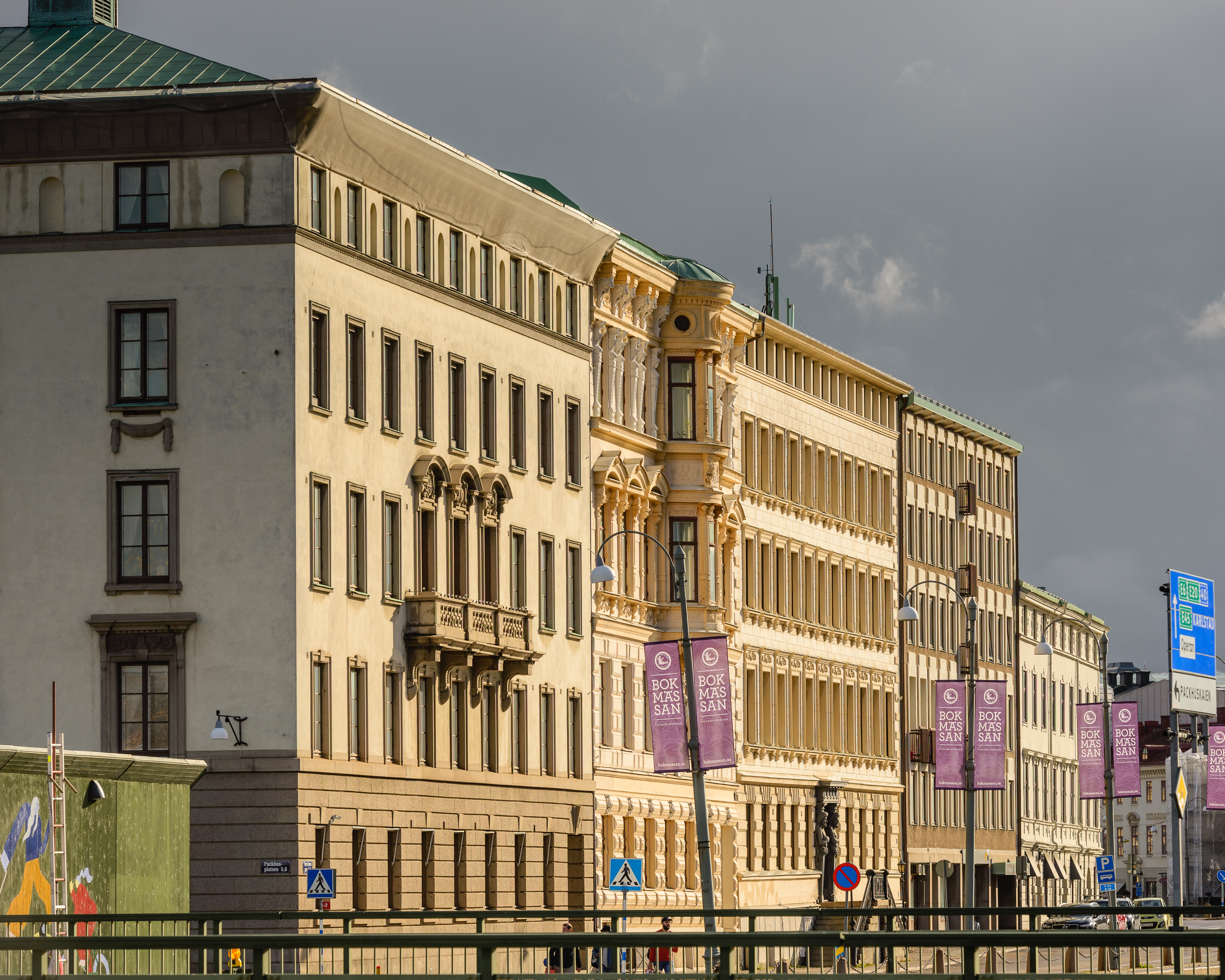
Kvarteret Gamla tullens fasader mot Norra Hamngatan.

### Nuvarande kvarter
Nordstaden omfattar numera 30 byggnadskvarter. Namnen som används är de som infördes 1923, när fastigheternas tidigare rotenummer ersattes med en ny kvartersindelning. Kvarteren 37 och 38 är bildade vid ett senare datum.
Kvarteren är: 2. Hövågen, 8. Köpmannen, 10. Kronobageriet, 11. Rådhuset, 12. Ostindiska Kompaniet, 13. Gamla Tullen, 14. Lilla Berget, 15. Traktören, 16. Högvakten, 17. Borgaren, 18. Gamla Teatern, 19. Kronhuset, 20. Franska Tomten,21. Kruthuset, 22. Vadman, 23. Enigheten, 24. Polismästaren, 25 Göta Kanal, 26 Vindragaren, 27. Stadskvarnen, 28. Navigationsskolan, 29. Kvarnberget, 30. Mjölnaren, 31. Mätaren, 32. Ljusstöparen, 33. Lilla Bommen, 35. Magasinet, 36. Packhuset, 37. Dirigenten, 38. Kajskjulet.

### Tidigare kvarter
Fram till 1970-talet fanns det ytterligare några kvarter i Östra Nordstaden: N:o 1 Gustavus Primus, N:o 3 Klädprässaren, N:o 4 Strykjärnet, N:o 5 Tenngjutaren och  N:o 6 Nålmakarensamt N:o 7 Gästgivaren. Byggnaden i kvarteret N:o 9. Nye Port (numera Drottningtorget) finns kvar, men kvartersnamnet används inte längre.

### Lista över byggnadskvarter fastställda 1923
- Kvarter 1 Gustavus Primus
- Kvarter 2 Hövågen
- Kvarter 3 Klädpressaren
- Kvarter 4 Strykjärnet
- Kvarter 5 Tenngjutaren
- Kvarter 6 Nålmakaren
- Kvarter 7 Gästgivaren
- Kvarter 8 Köpmannen
- Kvarter 9 Nye Port
- Kvarter 10 Kronobageriet
- Kvarter 11 Rådhuset
- Kvarter 12 Ostindiska Kompaniet
- Kvarter 13 Gamla Tullen
- Kvarter 14 Lilla Berget
- Kvarter 15 Traktören
- Kvarter 16 Högvakten
- Kvarter 17 Borgaren
- Kvarter 18 Gamla Teatern
- Kvarter 19 Kronhuset
- Kvarter 20 Franska Tomten
- Kvarter 21 Kruthuset
- Kvarter 22 Vadman
- Kvarter 23 Enigheten
- Kvarter 24 Polismästaren
- Kvarter 25 Göta Kanal
- Kvarter 26 Vindragaren
- Kvarter 27 Stadskvarnen
- Kvarter 28 Navigationsskolan
- Kvarter 29 Kvarnberget
- Kvarter 30 Mjölnaren
- Kvarter 31 Mätaren
- Kvarter 32 Ljusstöparen
- Kvarter 33 Lilla Bommen
- Kvarter 34 S:t Erik
- Kvarter 35 Magasinet
- Kvarter 36 Packhuset